# Список терактов «Хезболлы»
Список терактов, проведённых организацией Хезболла, в период с момента основания организации по сегодняшний день.
| дата                                   | акция | пострадавшие |
| -------------------------------------- | --- | --- |
| 19 июля 1982                           | в Бейруте члены Хезболлы похитили Дэвида Доджа, президента Американского университета в Бейруте. | Через год Додж был освобождён при помощи сирийской разведки. |
| 18 апреля 1983                         | Хезболла взорвала автофургон, наполненный взрывчаткой, у посольства США в Ливане. | 63 человека, включая 13 американцев, были убиты, 120 — ранены. |
| 23 октября 1983                        | грузовик со взрывчаткой взорвался около казармы морской пехоты США и Франции. | 241 американских военнослужащих и 58 французских погибли. |
| 4 ноября 1983                          | обстреляна штаб-квартира Армии обороны Израиля (АОИ) в Тире. | 21 солдат и сотрудников Шабак погибли, ещё 10 были ранены. |
| 18 января 1984                         | убит президент Американского университета в Бейруте Малькольм Керр. Представители Хезболлы заявили, что убийство было частью кампании по изгнанию американцев из Ливана. | |
| 7 марта 1984                           | члены Хезболлы похитили шефа бейрутского бюро CNN Джереми Левина. | Позднее ему удалось бежать. |
| 8 марта 1984                           | похищен гражданин США Бенджамин Вейр. | через 16 месяцев при помощи Сирии и Ирана он был освобождён. |
| 16 марта 1984                          | Хезболла похитила Уильяма Бакли, дипломата посольства США в Бейруте. Его собирались обменять на заключённых, но обмен не состоялся. | Бакли так никогда и не нашли. |
| 12 августа 1984                        | Хезболла устроила взрыв около авиабазы США в Испании. | 18 военнослужащих было убито, 83 человека ранено. |
| 20 сентября 1984                       | взрыв террориста-смертника у американского посольства в Бейруте | 23 человека было убито и 21 был ранен, в том числе американский и британский послы. |
| 4 декабря 1984                         | террористы Хезболлы захватили самолёт Кувейтских авиалиний, направляющийся из Дубая, ОАЭ, в Карачи, Пакистан. Террористы требовали освобождения из кувейтских тюрем нескольких заключённых. Террористы посадили самолёт в Тегеране, где спецслужбы штурмом захватили самолёт. | 2 человека погибли. |
| 14 июня 1985                           | члены Хезболлы захватили самолёт, направляющийся из Рима в Афины и заставили пилотов лететь в Бейрут. Два террориста требовали освободить несколько сотен заключённых из израильских и южно-ливанских тюрем. Самолёт дважды летал в Алжир. После этого при посадке в Бейруте заложники были освобождены, преступники осуждены. | 8 членов экипажа и 145 пассажиров удерживались в плену на протяжении 17 дней. Один пассажир был убит. |
| 30 сентября 1985                       | члены Хезболлы возле посольства СССР в Бейруте захватили и остановили две машины. В одной находились сотрудник консульства Аркадий Катков и врач посольства Николай Свирский, в другой — офицеры резидентуры КГБ Олег Спирин и Валерий Мыриков. | Аркадий Катков был убит. Руководил убийством Имад Мугния по кличке «Гиена» (известно, что Мугния не только отдал приказ о расстреле Каткова, но и лично стрелял в него). Остальные заложники были отпущены. |
| 9 сентября 1986                        | Хезболла похитила директора Американского университета в Бейруте. | Он был освобождён 44 месяца спустя. |
| 21 октября 1986                        | члены Хезболлы похитили в Бейруте американского писателя Эдварда Трейси. | В августе 1991 года он был выпущен на свободу |
| 17 февраля 1988                        | Хезболла захватила американского полковника Уильяма Хиггинса , главу миссии ООН по наблюдению за соблюдением перемирия. Террористы требовали отвода войск Израиля из Ливана, освобождения всех палестинцев и ливанцев из израильских тюрем. Американское правительство отказалось вступать в переговоры. | Убит похитителями, останки обнаружены в 1991 году. |
| 17 марта 1992                          | автомобиль, начинённый взрывчаткой, взрывается около израильского посольства в Буэнос-Айресе, Аргентина. | Погибло 29 человек, в том числе 4 сотрудника посольства. |
| 18 июля 1994                           | террорист-самоубийца подорвал себя в Еврейском культурном центре в Буэнос-Айресе. | 86 человек погибли. |
| 6 декабря 1995                         | произошло столкновение между силами АОИ и боевиками Хезболлы в центральном районе зоны безопасности (Южный Ливан). | 1 израильский солдат был убит и трое ранены. |
| 28 февраля 1996                        | член Хезболлы совершил попытку проникнуть в воздушное пространство Израиля на сверхлёгком самолёте, но был сбит. | |
| 4 марта 1996                           | произошёл взрыв около сельскохозяйственного поселения Манара. | 4 солдата АОИ были убиты, 9 ранены. |
| 10 марта 1996                          | произошёл взрыв на территории Южного Ливана, подконтрольной Израилю. | 1 солдат АОИ был убит. |
| 14 марта 1996                          | была устроена засада на израильский патруль. | 8 солдат были ранены. |
| 20 марта 1996                          | террорист-самоубийца подорвал себя около гражданского автомобиля, сопровождаемого армейским джипом. | 1 израильский солдат погиб, пассажир гражданского автомобиля был ранен. |
| 9 апреля 1996                          | два залпа из «Катюш». | Ранено 36 мирных жителей. |
| 10 апреля 1996                         | миномётный огонь | убит один израильский солдат и двоих ранило. |
| 25 июня 1996                           | в Саудовской Аравии взорвана казарма военного контингента США. По некоторым данным, этот взрыв был осуществлен во взаимодействии с Аль-Каидой. | 19 американских военнослужащих погибли. |
| 21 февраля 1997                        | Члены бакинского отделения Хезболлы «Вилаяти Аль-Факих Хезболлах» совершили убийство азербайджанского историка и общественного деятеля Зии Буниятова, обвинив его в сотрудничестве с израильской разведкой Моссад. | Убит Зия Буниятов |
| Осенью 2000                            | Хезболла захватила 3-х израильских солдат и похитила в Швейцарии бизнесмена Эльханана Танненбаума, заманив его в Ливан. В то время, когда происходила короткая схватка членов Хизбаллы и солдат АОИ перед похищением последних, артиллерийские подразделения Хизбаллы начали бомбардировать семь израильских укреплённых пунктов, расположенных в районе ферм Шебаа, из 120-мм миномётов и 107-мм «катюш». За 70 минут боевики сделали 313 залпов. | |
| 14 февраля 2005                        | Убийство бывшего премьер-министра Ливана Рафика Харири.14 февраля 2005 года на пути следования кортежа экс-премьера Ливана Рафика Харири был взорван заминированный автомобиль. Мощность взрыва составила несколько килограмм в тротиловом эквиваленте. В результате взрыва Рафик Харири, двое бывших министров в его правительстве, трое телохранителей и ещё несколько человек погибли. Специальный трибунал по Ливану в качестве главных организаторов назвал два высокопоставленных командира шиитской террористической организации Хезболла. | Убит Рафик Харири и ещё 21 человек. |
| 12 июля 2006                           | Примерно в девять часов утра боевики организации «Хезболла», подвергли ракетно-миномётному обстрелу укреплённый пункт «Нурит» и приграничный населённый пункт Шломи и, перейдя израильско-ливанскую границу на севере Израиля, совершили нападение на приграничный патруль из двух автомобилей Хамви. При обстреле были ранены 11 человек . В результате нападения погибли восемь и были ранены три израильских военнослужащих. Двое военнослужащих — Эхуд Гольдвассер и Эльдад Регев — были захвачены в плен. Их тела вернули спустя два года. | 8 погибших и 14 раненых. |
| 2006-2011                              | Хезболла участвовала в терактах в Ираке против сил США и их союзников по коалиции. | неизвестно |
| Май 2008 (теракт предотвращен)         | Группа из двух террористов Хезболлы была обезврежена на заключительном этапе подготовки к нападению на посольство Израиля в Баку. Террористы — Али Караки, начальник отдела по зарубежным операциям Хезболлы, и Али Наджем аль-Дин, эксперт по взрывчатке — прошли повышенную подготовку в Иране перед отъездом в Баку, и имели при себе иранские паспорта. При задержании силы безопасности Азербайджана обнаружили в машине террористов пистолеты с глушителями, взрывчатые вещества, фотоаппараты, бинокли и фотографии израильского посольства. Они были осуждены и приговорены к 15 годам тюремного заключения. Эта попытка была раскрыта после успешных действий по пресечению усилий иранского «подразделения Кудс» по организации нападения на проходивший в том же году в Баку конкурс Евровидения, а также на еврейские объекты города. | |
| 2008-2009 (теракты предотвращены)      | В Египте после раскрытия в 2008—2009 гг. сети «Хезболлы» под руководством Сами Шихаба, планировавшей ряд терактов на территории страны, были проведены массовые аресты членов этой организации. Власти Египта намерены объявить лидера «Хезболлы» в международный розыск через Интерпол. По сообщению газеты The Financial Times египетская пресса назвала Насраллу «военным преступником». | |
| 26 Мая 2011                            | Восемь турецких граждан были ранены в результате покушения на израильского консула в Стамбуле. Покушение, организованное подразделением Кудс, было предпринято, когда члены Хезболлы смогли определить местонахождение консула. Этому предшествовалали несколько попыток со стороны Ирана и Хезболлы атаковать израильские объекты в Турции в 2009 и 2010 годах. | 8 человек ранено |
| 13 Января 2012 (теракты предотвращены) | Таиландские власти раскрыли разветвленную инфраструктуру, созданную Хезболлой на протяжении ряда лет для организации терактов в регионе. Службы безопасности арестовали Хусейна Атриса, террориста Хезболлы, в аэропорту Бангкока. При нём были обнаружены паспорта Ливана и Швеции. Другой террорист Хезболлы, который также имел шведский паспорт, смог избежать ареста. Информация, полученная в ходе расследования, позволила обнаружить и изъять из коммерческого здания в Бангкоке 4,5 тонн химических материалов, используемых в производстве взрывчатых веществ. Месяц спустя, 14 февраля 2012 года, подразделение Кудс попыталось выполнить очередной теракт в Бангкок, прикрепив с помощью магнита самодельное взрывное устройство к автомобилю израильского дипломата. Эта попытка также была предотвращена. | |
| 24 января 2012 (теракт предотвращен)   | Была раскрыта азербайджанская террористическая ячейка, в которой состояли три человека и которой руководил Иран. Они планировали совершить нападение и на израильского посла в Азербайджане, и на двух сотрудников Хабада, директора и главного раввина местной еврейской школы. Ячейкой руководил азербайджанец, живущий в городе Ардабиль на северо-западе Ирана и разыскиваемый властями Азербайджана за похищение людей, убийство и контрабанду оружия. Этот азербайджанец, по приказу иранцев, пообещал членам ячейки, что он заплатит им 150 000 долларов, и в октябре 2011 г. тайно доставил им оружие (в том числе, снайперскую винтовку с глушителем, три пистолета с глушителем и взрывчатку). | |
| 13 февраля 2012                        | В 15:00 13 февраля 2012 г., на следующий день после годовщины смерти главного террориста Хезболлы Имада Мугние, мотоциклист прикрепил бомбу к машине представителя израильского министерства обороны в Нью-Дели. В машине находились водитель (местный житель) и жена этого представителя министерства обороны, которая была серьёзно ранена. Из шести попыток совершения терактов, за которыми стоят Иран и Хезболла, эта была единственной, которую удалось осуществить и которая причинила вред гражданину Израиля. Индийские средства массовой информации сообщили, что полиция задержала пять человек для допроса — их опознали по записи на видеокамерах, когда они осматривали израильский автомобиль. Индийские СМИ сообщили также, что неподалёку от места совершения теракта нашли брошенный террористом мотоцикл. | ранены от 3 до 8 человек |
| 13 февраля 2012                        | В тот же день, когда был совершен теракт в Нью- Дели, к израильской посольской машине в столице Грузии Тбилиси была прикреплена бомба. Грузинский служащий израильского посольства, который вел машину, почувствовал, что машина тащит что-то за собой. Он сообщил об этом 4 полиции, специалисты которой обезвредили бомбу. Премьер-министр Израиля возложил ответственность за теракты в Тбилиси и Нью-Дели, которые последовали за терактами в Азербайджане и Таиланде, на Иран и Хезбаллу. Однако иранцы отрицают свою причастность к терактам в Индии и Грузии и обвиняют Израиль в том, что он сам устроил эти теракты, чтобы настроить мировое общественное мнение против Ирана. | никто не пострадал |
| 14 февраля 2012                        | В 14:00 14 февраля в Бангкоке на съемной квартире неподалёку от израильского посольства взорвалась бомба, возможно в результате так называемой «производственной аварии». Этот взрыв помог раскрыть иранскую террористическую ячейку, состоящую, по меньшей мере, из четырёх боевиков. Двое из них бежали с места происшествия в такси. Ещё один покинул квартиру пять минут спустя, бросил взрывное устройство в такси, а затем ещё одно в полицейскую машину. Устройство, брошенное в полицейскую машину, отрикошетило и взорвалось, серьёзно ранив его. Раненый был опознан как человек с иранским паспортом. В тот же самый день таиландская полиция арестовала третьего боевика, у которого также имелся иранский паспорт и который собирался сбежать в Малайзию. 15 февраля третьего боевика задержали в Малайзии — у него был иранский паспорт, и он, предположительно, собирался лететь в Тегеран.. Ещё одним подозреваемым оказалась женщина по имени Лейла Рохани, которой удалось бежать в Иран. В результате обыска квартиры, в которой произошел взрыв, было обнаружено четыре килограмма (8,8 фунта) пластида и два радиоприемника. | пострадало 5 человек |
| 7 Июля 2012 (теракт предотвращен)      | Власти Кипра арестовали 24 летнего ливанского террориста Хезболлы, который собирал информацию об израильских туристах. Террорист, который во время допроса признался в членстве в террористической организации, имел при себе шведский паспорт и собирал информацию для подготовки теракта. | |
| 18 Июля 2012                           | Террорист взорвал бомбу в израильском туристическом автобусе в городе Бургас, Болгария. В результате теракта, пять граждан Израиля и местный водитель автобуса погибли. 36 израильтян получили ранения, трое из них — тяжелые. | 6 погибших и 36 раненых. |
| Май 2013 (теракты предотвращены)       | Местные силы безопасности Нигерии раскрыли террористическую ячейку Хезболлы, которая планировала совершить теракты против израильских целей в стране и других государствах Западной Африки. Власти арестовали трёх граждан Ливана, при которых были обнаружены противотанковые ракеты, противотанковые мины, гранатометы, автоматы, ручные гранаты, десятки тысяч патронов и взрывчатки. | |

В 1990 году Хизбалла провела 19 атак против израильской армии. В 1991 году — 52. В 1992 — 63, в 1993—158, в 1994—187, включая 119 случаев артиллерийского огня, 31 подрыв взрывчатых веществ и 2 лобовые атаки на армию Израиля. В 1995 году было зафиксировано 344 атаки, включая 270 случаев артиллерийского огня, 64 подрыва, и 2 непосредственных нападения бойцов Хезболлы на части израильской армии.
В отчёте Общей службы безопасности Израиля «Шабак» за 2004 год деятельности Хезболлы против Израиля был посвящён отдельный раздел. Служба безопасности отметила четыре основных направления деструктивной работы «Хезболлы» на израильской территории:
- внедрение иностранных граждан или владельцев иностранных документов для подготовки и проведения террористических актов;
- помощь арабским террористам Иудеи и Самарии в организации инфраструктуры террора (подпольных баз, складов, закладок, схронов, явок, конспиративных квартир и т. д.);
- контрабанда вооружения и взрывчатых веществ на территорию Израиля;
- финансирование палестинских террористических организаций.

По утверждению руководителя «Шабак» Ави Дихтера, «Хезбалла» платит палестинским боевикам сотни долларов за убийство каждого израильтянина. Согласно сообщению агентства Росбалт, эту информацию подтверждают источники в палестинских службах безопасности. По их сведениям, «Хезбалла», в частности, финансировала теракты в Иерусалиме 29 января и 22 февраля 2004 года, в результате которых погибли 11 и 8 человек соответственно и более 110 человек было ранено.